# Park Royal
Pour la station de métro, voir Park Royal (métro de Londres).
 (février 2025).
Si vous disposez d'ouvrages ou d'articles de référence ou si vous connaissez des sites web de qualité traitant du thème abordé ici, merci de compléter l'article en donnant les références utiles à sa vérifiabilité et en les liant à la section « Notes et références ».
Park Royal  est un quartier de l'ouest de Londres, en Angleterre, en partie dans le borough de Brent et en partie dans le borough de Ealing.